# Резеда (станция помех радиоэлектронного подавления)
«Резеда» — первая советская авиационная станция помех радиоэлектронного подавления групповой защиты СПС — 100, СПС — 110, СПС — 120, разработанная в 1960-х годах. Главный конструктор - Евгений Кузьмич Спиридонов. Производство: куйбышевский радиозавод "Экран". Всего выпущено 183 комплекта.

## Назначение
Станция предназначена для создания помех РЛС наведения  ЗРК типа "Хок" и "Найк-Геркулес" по азимуту и дальности, а также для создания сопутствующих помех в 3-10 см диапазоне.

## Применение
Станция устанавливалась стационарно на самолётах Ан-12ПП, Ту-16П, Ту-16КСР, Ту-22П, Ту-126, Ту-142, на кораблях советского ВМФ. Имела три варианта исполнения (литеры) под различные диапазоны частот.